# Kazneni udarac (hokej na ledu)
Kazneni udarac se uglavnom dosuđuje ako je na igraču u napadu u izglednoj poziciji za postizanje gola (a između njega i protivničkih vrata nema igrača obrane, već samo protivnički vratar) izvršen prekršaj dok breakaway traje. 
Dosuđuje se:
- Kazneni udarac dosuđuje se i u slučaju da je obrambeni igrač koji nije vratar pokušao tijelom spriječiti da pločica uđe u gol na vratarovom području (crease), u slučaju da je vratar namjerno pomaknuo gol da bi izbjegao primiti zgoditak u breakawayu, u slučaju da je obrambeni igrač namjerno pomaknuo gol kad do kraja utakmice ima manje od dvije minute ili tijekom produžetka, te u slučaju da je igrač ili trener namjerno bacio palicu ili drugi predmet na pločicu ili igrača koji ju u tom trenutku vodi i tako spriječio udarac prema golu ili dodavanja za udarac.